# 大塚清一郎
大塚 清一郎（おおつか せいいちろう、1942年 - ）は、日本の外交官、エッセイスト。外務省大臣官房文化交流部長を経て、駐スリランカ特命全権大使、駐スウェーデン特命全権大使を務めた。

## 人物・経歴
東京都生まれ。高校3年次にAFSでミネソタ州の高校に1年間留学したのち、愛知県立旭丘高等学校に編入。1966年に一橋大学商学部を卒業し外務省に入省後、ミネソタ州のカールトン・カレッジに留学。
外務省アジア局外務参事官等を経て、1991年初代エディンバラ総領事に就任。スコットランドでバグパイプに惹かれ練習を開始。その後、在タイ日本国大使館公使や、外務省大臣官房文化交流部長を経て、1997年からニューヨーク総領事（大使）を務めた際に、同地でメキシカンバンド「トリオ・ロス・ディプロマティコス」を結成。招待出場した聖パトリックの祝日パレードで最優秀バンドに選ばれるなどし、”シンギング大使”と呼ばれた。
2000年から駐スリランカ特命全権大使。スリランカではタミル・イーラム解放のトラ本拠地キリノッチで、ナンバー2のS・P・タミルセルバンと会談し、スリランカ内戦の和平について交渉し、人道支援の提案や、恒久平和実現を条件としたインフラ復興支援などの提案を行った。また箱根での第6回和平交渉のため来日したタミルセルバンが、広島市への原子爆弾投下により壊滅した広島のように、スリランカ軍の空爆により破壊された故郷チャーワーカッチェリを復興させたいとの思いから広島市への視察を希望したことを受け、視察旅行を手配した。
ハーバード大学客員研究員を経て、2004年から駐スウェーデン兼ラトビア特命全権大使を務め、2007年に退官し、中部電力株式会社顧問に就任。また、日本ラトビア音楽協会理事、ワールド・フライフィッシング・オブ・ジャパン名誉会長等も務めた。2017年秋の叙勲で瑞宝中綬章を受章。

## 著書
- 『キルトをはいた外交官』（ランダムハウス講談社、2008年7月）